# 西南視覺藝術大學
西南視覺藝術大學（英語：Southwest University of Visual Arts，縮寫：SUVA），原稱藝術中心設計學院（The Art Center Design College），是位於美國亞利桑那州圖森的一所私立大學，成立於1983年，現在新墨西哥州阿爾伯克基有一個分校區。2015年《美國新聞與世界報道》未將其列入排名中。